# Али-Бай (река)
Али-Бай (также Бугас, Агибельская, Карачинская, Луговская; укр. Алі-Бай, крымскотат. Ali Bay, Али Бай) — маловодная река (балка) на западе Керченского полуострова, длиной 40,0 км, с площадью водосборного бассейна 182 км². Исток реки находится на юго-западной равнине Керченского полуострова, где балка начинается разветвленной системой коротких оврагов, в верховье называется Карачинская балка, там же принимая правый приток балку Глубокая. Течёт, примерно, на северо-запад, затем, у западной окраины села Луговое, Али-Бай прорезает Парпачский хребет (этот участок назывался балка Башбек) и выходит в обширную Каменскую котловину, где, западнее села Уварово, принимает слева крупный приток — балку Кошайская. Несмотря на наличие водоносных балок, котловина ранее страдала от недостатка воды. Вот как описывает ситуацию в 1920-х годах исследователь Иван Иванович Пузанов:
Миновав деревню Арма-эли, мы нашли здесь "водяной голод" в его крайнем выражении. У жителей не было ни ставка, ни колодцев, и воду им приходилось возить из того же далекого ставка или же заготовлять своеобразным способом: вырывается крытый соломой погреб, разделенный на два этажа решетчатыми нарами, устланными соломой. На эту солому зимой наваливается снег, который летом тает, причем вода стекает в подставленные под настил бочки. Вода эта имеет отвратительный привкус гнилой соломы и почти неприемлема для новичка.
 Севернее Каменской котловины Али-Бай прорезает посередине Ак-Монайскую возвышенность и, в урочище Рыбное, образуя солончак (у бывшего села Насыр, ранее под названием река Бугас), впадает в Арабатский залив Азовского моря.

### Притоки
Согласно справочнику «Поверхностные водные объекты Крыма» Али-Бай принимает 12 притоков, все без названия; в других источниках приводятся имена наиболее значительных.
- Глубокая балка — правый, впадает в 24 км от устья, длиной 5,8 км, площадь бассейна 8,4 км², имеет 2 собственных притока. Исток находится в 2 км юго-западнее села Кирово[4].
- Кошайская балка (также Хой-Таш-Дере[4]) — левый, впадает в 13 км от устья, длиной 14 км, площадь водосбора 67,7 км², с 5 собственными притоками, из которых один, безымянный (балка № 5), значительный: длина 6,0 км, площадь бассейна 9,3 км², впадает в 2,5 км от устья[2]. Исток находится в окрестностях бывшего села Кошай[10], протекает у села Ерофеево[4], где, ещё Пузановым отмечался обширный пруд[7].

В долине Али-Бая имеется 6 прудов общим объёмом около 1900 тысяч м³ и площадью примерно 160 гектаров; в 1953—1954 годах были сооружены 3 малых рыборазводных пруда, в 1973 году — накопительный, площадью 84 гектара. В долине предлагается создание объекта природно-заповедного фонда площадью 3000 гектаров, с целью сохранения природной, или малотрансформированной степной растительности и биоразнообразия в полынной степи.